# 凯马纳县
凯马纳县（印尼语：Kabupaten Kaimana）是印度尼西亚西巴布亚省南部的一个县，行政中心位于凯马纳。2010年统计人口46,249，2014年估计共53,366人。凯马纳县原是法克法克县的一部分，2002年，印度尼西亚人民协商会议颁布当年第26号法案宣布成立凯马纳县。
历史上，这里是凯马纳王国的领土。

## 地形
凯马纳县海拔0-2800米。沿河沿海地区较平坦，主要覆盖有红树林、森林和沼泽，平坦地段面积共2,241Km²（约占全县面积的12.11%）。越向内陆山体越陡峭，坡度甚至可达70%。县内的山陵坡度大都在40%以上。

## 行政区划
凯马纳县下设7个区（Kecamatan或Distrik），区下再设84个村（其中2个为kelurahan，其余是kampung）。
| 区                 | 人口 2010普查 |
| ------------------ | ------------- |
| Buruway            | 3,500         |
| Teluk Arguni       | 3,530         |
| Teluk Arguni Bawah | 2,384         |
| 凯马纳 Kaimana     | 29,593        |
| Kambrau            | 2,216         |
| Teluk Etna         | 3,107         |
| Yamor              | 1,919         |

## 宗教
四种主要宗教在凯马纳县能够和谐共存。根据2010年人口普查，基督徒（包含新教和天主教）在本县占比最多，达56.41%，主要是西巴布亚的原住民；其次是伊斯兰教达41.94%，主要是外来移民；印度教和佛教规模较小，信教人口在本县总人口占比分别为0.06%和0.02%。

## 经济
农业和渔业是本县的传统产业，大部分是自给自足的家庭小种植园。凯马纳城镇里的人口主要是政府职员、商人、建筑工人或从事码头工作。